# Baci e abbracci
Baci e abbracci è un film del 1999 diretto da Paolo Virzì.
La trama, che si basa su uno scambio di persona, ricorda la commedia teatrale di Gogol', L'ispettore generale.

## Trama
La vicenda ha come protagoniste due attività fallimentari: quella di un ristoratore, a cui sono stati pignorati i beni del locale, e quella di una famiglia che sta avviando un allevamento di struzzi. Il proprietario del ristorante si chiama Mario, così come Mario è il nome di un assessore regionale, fidanzato di una delle parenti degli allevatori. L'assessore è invitato dagli allevatori al pranzo di Natale, scusa con la quale sperano di farsi concedere un finanziamento. Alla stazione però  confondono l'assessore con l'altro Mario, anche per l'omonimia delle loro compagne. Ne nasce così un'assurda situazione per cui l'assessore deve tornare a casa dopo aver atteso invano alla stazione, mentre il "falso" assessore si ritrova servito e riverito dalla famiglia, spaesato ma convinto che il giorno dopo si farà viva la moglie, con la quale i rapporti sono deteriorati. Il giorno seguente, dopo una lunga serie di equivoci e situazioni imbarazzanti, l'errore viene chiarito ma ormai è troppo tardi. Il finanziamento è perso irrimediabilmente e i proprietari dell'allevamento sono disperati. Mario sta per partire e lasciare il casale quando all'ultimo momento decide di mettere a disposizione il suo talento, offrendo un pranzo per consolare la famiglia disperata. Il pranzo è talmente gradito che i commensali decidono di trasformare il casale in un ristorante e gli struzzi in attrazione turistica.

## Colonna sonora
- La sigla finale del film è I Will Survive di Gloria Gaynor del 1978.

## Riconoscimenti
- 1999 - David di Donatello
  - Candidato per la Migliore attrice non protagonista a Paola Tiziana Cruciani
- 2000 - Nastro d'argento
  - Candidato per il Migliore soggetto a Paolo Virzì e Francesco Bruni
  - Candidato per il Migliore montaggio a Jacopo Quadri